# Don't Give Up (Chicane)
Don't Give Up is een nummer van de Britse dj Chicane uit 2000, ingezongen door de Canadese rockzanger Bryan Adams. Het is de tweede single van Chicane's tweede studioalbum Behind the Sun.
Het nummer werd een hit in Europa en Oceanië. In Chicane's thuisland het Verenigd Koninkrijk werd het een nummer 1-hit, maar in Bryan Adams' thuisland Canada wist het de officiële hitlijst niet te behalen. In de Nederlandse Top 40 haalde het nummer de 14e positie, en in de Vlaamse Ultratop 50 de 17e.